# Сябитова, Роза Раифовна
Ро́за Раи́фовна Сяби́това (урождённая — Хасаншина), (тат. Роза Рәиф кызы Сябитова; род. 10 февраля 1962, Москва, СССР) — российская телеведущая, сваха, писательница; с 2008 года — соведущая телепередачи «Давай поженимся» («Первый канал»).

## Биография
Родилась 10 февраля 1962 года в Москве в татарской семье. Отец — работал слесарем; мама — уроженка села Кичкальня из дворянской семьи, работница ткацкой фабрики. 
В детстве увлекалась фигурным катанием и позже стала мастером спорта. После окончания средней школы поступила в Московский институт электронного машиностроения, который окончила в 1985 году по специальности «инженер-программист». В 1995 году открыла собственное агентство знакомств. Позже, в 1996 году окончила Институт социальной психологии по специальности «психолог».
В июне 2016 года заявила о намерении баллотироваться в Государственную думу на выборах 18 сентября от партии «Родина».

#### Карьера на ТВ и радио
В 2007 году начала вести шоу «Ищу любовь» на телеканале «Стрим-ТВ», а также внештатно вести консультации для телепередачи «Доброе утро» на «Первом канале».
В 2008 году получила приглашение стать одной из соведущих, в амплуа «профессиональной свахи» в телепередаче «Давай поженимся», которая выходит в эфир на «Первом канале» по настоящее время.
В 2010 году — ведущая, ныне закрытой телепередачи «Знакомство с родителями» на «Первом канале».
С 10 ноября 2016 по 5 сентября 2019 года — соведущая ток-шоу «Про любовь» на «Первом канале» в паре с журналисткой Софико Шеварднадзе (иногда, заменяя на этой позиции музыканта Сергея Шнурова).
Также, вела радиопередачи «Советы от Розы Сябитовой» на «Хит-FM» и «Сябитова Роза спешит на помощь» на «Кекс FM».
В 2022 году принимала участие в шоу «Маска. Танцы» на телеканале «СТС», скрываясь под маской Дискошара. Покинула телепроект в пятом выпуске.
С 29 августа по 3 октября 2023 года — соведущая шоу «Сердце Клавы» на телеканале «Пятница!».

#### Семья
- Первый брак — (1983—1993). Вышла замуж за Михаила Сябитова. В браке родились двое детей: Денис (род. 22 июля 1989) и Ксения (род. 15 апреля 1992). Позже, супруг умер от инфаркта[2].
- Второй брак — (2008—2011). В 2008 году на съёмках телепередачи «Давай поженимся» познакомилась с одним из участников программы, Юрием Андреевым, который вскоре стал вторым мужем соведущей. Затем брак распался[2].

## Избранная библиография
Автор книг
- Сябитова Р. Р. Чего стоит женщина, или Как поднять самооценку. — М.: АСТ, 2007. — 224 с. — 11 000 экз. — ISBN 978-5-17-059680-5.
- Сябитова Р. Р. Мужчина твоей мечты. Найти и быть с ним счастливой. — М.: АСТ, 2007. — 256 с. — 5000 экз. — ISBN 978-5-17-059681-2.
- Сябитова Р. Р. Как найти свою любовь. Советы первой свахи России. — М.: Олимп, 2010. — 560 с. — 5000 экз. — ISBN 978-5-271-24626-5.
- Сябитова Р. Р. Как влюбить в себя кого угодно. Секреты мужчин, которые должна знать каждая женщина. — М.: Центрполиграф, 2010. — 224 с. — 4000 экз. — ISBN 978-5-9524-4618-2.
- Сябитова Р. Р. Техники браковедения. Ловушки, приёмы, роли хитрой и мудрой женщины. — М.: АСТ, 2011. — 352 с. — 7000 экз. — ISBN 978-5-17-072074-3.
- Сябитова Р. Р. Все хитрости, техники и ловушки настоящей женщины. — М.: АСТ, 2011. — 384 с. — 5000 экз. — ISBN 978-5-17-069918-6.
- Сябитова Р. Р. Почему одних любят, а на других женятся? Секреты успешного замужества. — М.: Центрполиграф, 2011. — 224 с. — 5000 экз. — ISBN 978-5-227-02928-7.